# Primer vicepresidente del Consejo de Ministros de la Unión Soviética
El primer vicepresidente del Consejo de Ministros de la Unión Soviética (del ruso: Первый заместитель Председателя Совета Народных Комиссаров СССР) fue el subjefe de gobierno de la Unión de Repúblicas Socialistas Soviéticas (URSS), siendo el segundo puesto más alto del Consejo de Ministros, después del Presidente. A pesar del título, el cargo no necesariamente lo ocupaba una sola persona. La oficina tuvo tres nombres diferentes a lo largo de su existencia: Primer Vicepresidente del Consejo de Comisarios del Pueblo (1923-1946), Primer Vicepresidente del Consejo de Ministros (1946-1991) y Primer Viceprimer Ministro de la Unión Soviética (1991). Los comentaristas externos utilizaron el término primer vice primer ministro para describir el cargo de primer vicejefe de gobierno.
El primer vicepresidente era responsable de un área política específica. Por ejemplo, Kiril Mázurov fue responsable de la industria, mientras que Dmitri Polianski se ocupó de la agricultura. Además, un funcionario sería responsable de coordinar las actividades de los ministerios, comités estatales y otros órganos subordinados al gobierno. Se esperaba que un Primer Vicepresidente orientara de manera expedita a estos órganos para asegurar la implementación de los planes de desarrollo económico y social y verificar si se estaban siguiendo las órdenes y decisiones del gobierno. Si el premier no podía cumplir con sus funciones, uno de los primeros diputados asumía el papel de premier interino hasta el regreso del presidente del Sovmin.  A fines de la década de 1970, cuando la salud del primer ministro Alekséi Kosyguin se deterioró, Nikolái Tíjonov, como primer vicepresidente, actuó en su nombre durante su ausencia. Además, el primer vicepresidente era por derecho miembro del Presídium del gobierno, el máximo órgano de poder.
Un total de 26 personas ocuparon este cargo. El primer titular fue Valerián Kúibyshev, quien fue investido en 1934. Lavrenti Beria fue la persona que pasó el menor tiempo en el cargo (sirvió en él durante 113 días). Con más de diecisiete años, Viacheslav Mólotov fue la persona que pasó más tiempo en el cargo, y sirvió a este durante la mayor parte de la presidencia de Iósif Stalin, así como durante las presidencias de Gueorgui Malenkov y Nikolái Bulganin.

## Historia
El 14 de mayo de 1934, a sugerencia de Stalin, el presidente del Consejo de Comisarios del Pueblo de la Unión Soviética, Viacheslav Mólotov, nombró a Valerián Kúibyshev como Primer Vicepresidente del Consejo de Comisarios del Pueblo, con la tarea de dirigir y revisar la implementación del Segundo Plan Quinquenal, el cual había sido aprobado por el XVII Congreso del PCUS en enero de 1934. 
El 25 de enero de 1935 murió Kúibyshev, pero el nombramiento de un posible reemplazo fue pospuesto a causa de la Gran Purga, la cual finalizó hasta inicios de la Segunda Guerra Mundial.
En marzo de 1941, Nikolái Voznesenski, un miembro del Politburó, fue nombrado primer vicepresidente del Consejo de Comisarios del Pueblo, y posteriormente Stalin lo reemplazó por Viacheslav Mólotov. 
En mayo de 1941, la Alemania nazi atacó la Unión Soviética. Entonces Stalin se nombró presidente en reemplazo de Mólotov para dirigir más fácilmente la defensa nacional, y más tarde, en 1942, nombró a Mólotov primer vicepresidente. El cargo de primer vicepresidente del Consejo de Ministros tenía asignadas tareas diplomáticas y logísticas, al igual que el Administrador de Asuntos del Consejo de Ministros. A partir de 1953, hubo generalmente dos personas ocupando el cargo de primer vicepresidente al mismo tiempo.

## Potestades
Las funciones y deberes del Primer Vicepresidente estaban definidas por la Ley del Consejo de Ministros de la Unión Soviética, los cuales dictaminan que el Primer Vicepresidente debe:
- Ser miembro del Presídium.
- Realizar las tareas asignadas por el presidente para coordinar el trabajo de los ministerios, comités estatales y agencias adscritas al gobierno.
- Desempeñar las funciones del presidente cuando este se encuentre ausente.
- Promulgar y autorizar las resoluciones y decretos designados por el presidente.
- Dirigir las actividades de control, la aplicación de leyes y los documentos emitidos por el gobierno que le sean asignados.
- Ejercer las demás funciones y atribuciones que le señale la Ley.

## Lista de Primeros Vicepresidentes del Consejo de Ministros
| N.º                                                                    | Nombre (nacimiento-muerte)                                             | Nombre (nacimiento-muerte)                                             | Partido político                                                       | Partido político                                                       | Tenencia                                                               | Presidente                                                             | Gabinetes                                                              |
| Primer Vicepresidente del Consejo de Comisarios del Pueblo (1922-1946) | Primer Vicepresidente del Consejo de Comisarios del Pueblo (1922-1946) | Primer Vicepresidente del Consejo de Comisarios del Pueblo (1922-1946) | Primer Vicepresidente del Consejo de Comisarios del Pueblo (1922-1946) | Primer Vicepresidente del Consejo de Comisarios del Pueblo (1922-1946) | Primer Vicepresidente del Consejo de Comisarios del Pueblo (1922-1946) | Primer Vicepresidente del Consejo de Comisarios del Pueblo (1922-1946) | Primer Vicepresidente del Consejo de Comisarios del Pueblo (1922-1946) |
| ---------------------------------------------------------------------- | ---------------------------------------------------------------------- | ---------------------------------------------------------------------- | ---------------------------------------------------------------------- | ---------------------------------------------------------------------- | ---------------------------------------------------------------------- | ---------------------------------------------------------------------- | ---------------------------------------------------------------------- |
| 1                                                                      |                                                                        | Valerián Kúibyshev (1888-1935)                                         |                                                                        | Partido Comunista                                                      | 14 de mayo de 1934-25 de enero de 1935                                 | Viacheslav Mólotov                                                     | Mólotov I                                                              |
| 2                                                                      |                                                                        | Nikolái Voznesenski (1895-1950)                                        |                                                                        | Partido Comunista                                                      | 10 de marzo de 1941-15 de marzo de 1946                                | Iósif Stalin                                                           | Stalin I                                                               |
| 3                                                                      |                                                                        | Viacheslav Mólotov (1890-1986)                                         |                                                                        | Partido Comunista                                                      | 16 de agosto de 1942-15 de marzo de 1946                               | Iósif Stalin                                                           | Stalin I                                                               |
|                                                                        | Primer Vicepresidente del Consejo de Ministros (1946-1991)             |                                                                        |                                                                        |                                                                        |                                                                        |                                                                        |                                                                        |
| 3                                                                      |                                                                        | Viacheslav Mólotov (1890-1986)                                         |                                                                        | Partido Comunista                                                      | 19 de marzo de 1946-29 de junio de 1957                                | Iósif Stalin Gueorgui Malenkov Nikolái Bulganin                        | Stalin II–III Malenkov I–II Bulganin I                                 |
| 4                                                                      |                                                                        | Nikolái Bulganin (1895-1975)                                           |                                                                        | Partido Comunista                                                      | 7 de abril de 1950-8 de febrero de 1955                                | Iósif Stalin Gueorgui Malenkov                                         | Stalin III Malenkov I–II                                               |
| 5                                                                      |                                                                        | Lavrenti Beria (1899-1953)                                             |                                                                        | Partido Comunista                                                      | 5 de marzo de 1953-26 de junio de 1953                                 | Gueorgui Malenkov                                                      | Malenkov I                                                             |
| 6                                                                      |                                                                        | Lázar Kaganóvich (1893-1991)                                           |                                                                        | Partido Comunista                                                      | 5 de marzo de 1953-29 de junio de 1957                                 | Gueorgui Malenkov Nikolái Bulganin                                     | Malenkov I–II Bulganin I                                               |
| 7                                                                      |                                                                        | Anastás Mikoyán (1895-1978)                                            |                                                                        | Partido Comunista                                                      | 28 de febrero de 1955-15 de julio de 1964                              | Nikolái Bulganin Nikita Jrushchov                                      | Bulganin I Jrushchov I–II                                              |
| 8                                                                      |                                                                        | Mijaíl Pervujin (1904-1974)                                            |                                                                        | Partido Comunista                                                      | 28 de febrero de 1955-5 de julio de 1957                               | Nikolái Bulganin                                                       | Bulganin I                                                             |
| 9                                                                      |                                                                        | Máksim Saburov (1900-1977)                                             |                                                                        | Partido Comunista                                                      | 28 de febrero de 1955-5 de julio de 1957                               | Nikolái Bulganin                                                       | Bulganin I                                                             |
| 10                                                                     |                                                                        | Iósif Kuzmin (1910-1996)                                               |                                                                        | Partido Comunista                                                      | 28 de febrero de 1955-5 de julio de 1957                               | Nikolái Bulganin                                                       | Bulganin I                                                             |
| 11                                                                     |                                                                        | Frol Kozlov (1908-1965)                                                |                                                                        | Partido Comunista                                                      | 31 de marzo de 1958-4 de mayo de 1960                                  | Nikita Jrushchov                                                       | Jrushchov I                                                            |
| 12                                                                     |                                                                        | Alekséi Kosyguin (1904-1980)                                           |                                                                        | Partido Comunista                                                      | 4 de mayo de 1960-15 de octubre de 1964                                | Nikita Jrushchov                                                       | Jrushchov I–II                                                         |
| 13                                                                     |                                                                        | Dmitri Ustínov (1908-1984)                                             |                                                                        | Partido Comunista                                                      | 13 de marzo de 1963-26 de marzo de 1965                                | Nikita Jrushchov Alekséi Kosyguin                                      | Jrushchov II Kosyguin I                                                |
| 14                                                                     |                                                                        | Kiril Mázurov (1914-1989)                                              |                                                                        | Partido Comunista                                                      | 26 de marzo de 1965-28 de noviembre de 1978                            | Alekséi Kosyguin                                                       | Kosyguin I–II–III–IV                                                   |
| 15                                                                     |                                                                        | Dmitri Polianski (1917-2001)                                           |                                                                        | Partido Comunista                                                      | 2 de octubre de 1965-2 de febrero de 1973                              | Alekséi Kosyguin                                                       | Kosyguin I–II–III                                                      |
| 16                                                                     |                                                                        | Nikolái Tíjonov (1905-1997)                                            |                                                                        | Partido Comunista                                                      | 2 de septiembre de 1976-23 de octubre de 1980                          | Alekséi Kosyguin                                                       | Kosyguin IV–V                                                          |
| 17                                                                     |                                                                        | Iván Arjípov (1907-1998)                                               |                                                                        | Partido Comunista                                                      | 27 de octubre de 1980-4 de octubre de 1986                             | Nikolái Tíjonov Nikolái Ryzhkov                                        | Tíjonov I–II Ryzhkov I                                                 |
| 18                                                                     |                                                                        | Heydar Alíyev (1923-2003)                                              |                                                                        | Partido Comunista                                                      | 24 de noviembre de 1982-23 de octubre de 1987                          | Nikolái Tíjonov Nikolái Ryzhkov                                        | Tíjonov I–II Ryzhkov I                                                 |
| 19                                                                     |                                                                        | Andréi Gromyko (1909-1989)                                             |                                                                        | Partido Comunista                                                      | 24 de marzo de 1983-2 de julio de 1985                                 | Nikolái Tíjonov                                                        | Tíjonov I–II                                                           |
| 20                                                                     |                                                                        | Nikolái Talyzin (1929-1991)                                            |                                                                        | Partido Comunista                                                      | 14 de octubre de 1985-1 de octubre de 1988                             | Nikolái Ryzhkov                                                        | Ryzhkov I                                                              |
| 21                                                                     |                                                                        | Vsévolod Murajovski (1926-2017)                                        |                                                                        | Partido Comunista                                                      | 1 de noviembre de 1985-7 de junio de 1989                              | Nikolái Ryzhkov                                                        | Ryzhkov I                                                              |
| 22                                                                     |                                                                        | Yuri Masliukov (1937-2010)                                             |                                                                        | Partido Comunista                                                      | 5 de febrero de 1988-26 de noviembre de 1990                           | Nikolái Ryzhkov                                                        | Ryzhkov I–II                                                           |
| 23                                                                     |                                                                        | Lev Voronin (1928-2006)                                                |                                                                        | Partido Comunista                                                      | 17 de julio de 1989-26 de diciembre de 1990                            | Nikolái Ryzhkov                                                        | Ryzhkov II                                                             |
| Primer Viceprimer Ministro de la Unión Soviética (1991)                |                                                                        |                                                                        |                                                                        |                                                                        |                                                                        |                                                                        |                                                                        |
| 24                                                                     |                                                                        | Vladilen Nikitin (1936-2021)                                           |                                                                        | Partido Comunista                                                      | 27 de julio de 1989-30 de agosto de 1990                               | Nikolái Ryzhkov                                                        | Ryzhkov II                                                             |
| 25                                                                     |                                                                        | Vladímir Velichko (1937)                                               |                                                                        | Partido Comunista                                                      | 15 de enero de 1991-26 de noviembre de 1991                            | Valentín Pávlov Iván Siláyev                                           | Pávlov I Siláyev I                                                     |
| 26                                                                     |                                                                        | Vitali Doguziyev (1935-2016)                                           |                                                                        | Partido Comunista                                                      | 15 de enero de 1991-26 de noviembre de 1991                            | Valentín Pávlov Iván Siláyev                                           | Pávlov I Siláyev I                                                     |
| 27                                                                     |                                                                        | Vladímir Scherbakov (1949)                                             |                                                                        | Partido Comunista                                                      | 16 de mayo de 1991-26 de noviembre de 1991                             | Valentín Pávlov Iván Siláyev                                           | Pávlov I Siláyev I                                                     |